# فرودگاه ژاچ‌جا
 فرودگاه ژاچ‌جا (به انگلیسی: Rach Gia Airport) (به زبان بومی: Sân bay Rạch Giá) یک فرودگاه همگانی با کد یاتا VKG است . این فرودگاه در کشور ویتنام قرار دارد و در ارتفاع ۲ متری از سطح دریا واقع شده است.

## شرکت‌های هواپیمایی و مقصدهای پروازی
| شرکت‌های هواپیمایی | مقصدهای پروازی        |
| ----------------- | --------------------- |
| ویتنام ایرلاینز   | تان سون نهات، فو کووک |